# Megalepthyphantes
Megalepthyphantes es un género de arañas araneomorfas de la familia Linyphiidae. Se encuentra en la zona holártica.

## Lista de especies
Según The World Spider Catalog 12.0:
- Megalepthyphantes auresensis Bosmans, 2006
- Megalepthyphantes bkheitae (Bosmans & Bouragba, 1992)
- Megalepthyphantes camelus (Tanasevitch, 1990)
- Megalepthyphantes collinus (L. Koch, 1872)
- Megalepthyphantes globularis Tanasevitch, 2011
- Megalepthyphantes hellinckxorum Bosmans, 2006
- Megalepthyphantes kandahar Tanasevitch, 2009
- Megalepthyphantes kronebergi (Tanasevitch, 1989)
- Megalepthyphantes kuhitangensis (Tanasevitch, 1989)
- Megalepthyphantes lydiae Wunderlich, 1994
- Megalepthyphantes nebulosoides (Wunderlich, 1977)
- Megalepthyphantes nebulosus (Sundevall, 1830)
- Megalepthyphantes pseudocollinus Saaristo, 1997
- Megalepthyphantes turkestanicus (Tanasevitch, 1989)
- Megalepthyphantes turkeyensis Tanasevitch, Kunt & Seyyar, 2005